# اثر کرکندال
اثر کرکندال (به انگلیسی: Kirkendall Effect) به انتقال ماده در ناحیهٔ نفوذ در طی فرایند همگن‌سازی دو جزء دارای ضریب نفوذ متفاوت گفته می‌شود.
از دیدگاه پدیدارشناختی اثر کرکندال نوعی خزش تحت تنش مؤثر ناشی از فوق‌اشباع شدن تهیجایی‌ها در ناحیهٔ نفوذ است. این پدیده اولین بار در سال ۱۹۴۷ توسط ارنست کرکندال در نمونه‌های مس-برنج کشف شد.
این فرایند پس از ارنست کرکندال (۱۹۱۴–۲۰۰۵)، استادیار مهندسی شیمی در دانشگاه ایالتی وین در سال‌های ۱۹۴۱ تا ۱۹۴۶ نامگذاری شد. مقاله‌ای که کشف اثر آن در سال ۱۹۴۷ منتشر شد.
اثر کرکندال نتایج عملی مهمی دارد. یکی از این‌ها جلوگیری یا سرکوب حفره‌هایی است که در ناحیه اتصال آلیاژهای مختلف ایجاد می گردند. این حفره‌ها به عنوان حفره‌های Kirkendall شناخته می‌شوند.

## تاریخچه
اثر Kirkendall توسط Ernest Kirkendall و آلیس Smigelskas در سال ۱۹۴۷، در جریان تحقیقات جاری Kirkendall و میزان نفوذ در آلیاژ برنج کشف شد. مقاله‌ای که در آن اثر مشهور را کشف کرد. مقاله دوم او نشان داد که فلز روی بیش از مس در آلفا-برنح نفوذ کرده‌است، که همین رخداد سبب گردید تا این پدیده به خوبی شناسایی و کشف گردد. تا این زمان، روش‌های جانشینی و حلقه (Ring methods )  ایده‌های غالب برای بررسی میزان نفوذ بودند. آزمایش کریکندال شواهدی از مکانیسم نفوذ واکنش را به وجود آورد که مکانیسم پذیرفته شده تا به حال می‌باشد.
البته این دستاورد تا مدتی توسط دانشمندان آن زمان مورد تأیید قرار نمی گرفت و پس از ارائه مقالات مختلف دیگر مورد تأیید واقع شد.

### آزمایش کرکندال
حال به بررسی ساز و کار این آزمایش که توسط آقای Kirkendall صورت گرفته بود می پردازیم :
یک ورق برنج (70% Cu، 30% Zn) به عنوان هسته‌ای استفاده می‌ گردد و سیم‌هایی از جنس مولیبدن در امتداد طول آن قرار داده می‌شود و سپس در یک لایه مس خالص پوشش دهی (coating) می‌شود. مولیبدن به دلیل آنکه در برنج غیرقابل حل می‌باشد به عنوان ماده نشانگر انتخاب شده‌است تا خطای ناشی از نفوذ ماده نشانگر کرد حذف گردد.طی این آزمایش نفوذ در طول دوره ۵۶ روز و  در دمای ۷۸۵ درجه سانتیگراد انجام شد و همچنین طی این مدت شش بار برش مقطعی انجام گردید. با گذشت زمان، مشاهده شد که سیم‌های نشانگر به یک یکدیگر نزدیک شده و روی از داخل برنج خارج و به داخل مس نفوذ نموده‌است. تفاوت در محل رابط در مقاطع عرضی از زمان‌های مختلف قابل مشاهده بود. تغییر ترکیبات ماده ناشی از تفوذ نیز توسط پراش اشعه ایکس نیز تأیید شد.
این آزمایش برای مواد جامد و همچنین مایعات غیرقابل حل در بکدیگر مورد استفاده قرار می‌گیرد. فرض کنید که نفوذ توسط مکانیزم جای خالی است به‌طوری‌که جریان ماده با یک جریان برابر و خلاف جابجایی همسان است.

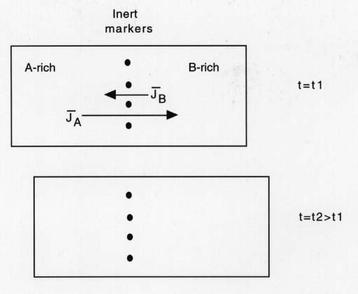
شکل 1 : دو ماده A و B جهت جوشکاری نفوذی، با قرار دادن نشانگرها محل اتصال. به دلیل بیشتر بودن ضریب نفوذ A نسبت به B نشانگرها به داخل ماده A نفوذ کرده اند.

دو ماده  A و B  با ضرایب نفوذ متفاوت (JA >JB) که قرار است فرایند نفوذ در آنها( مطابق شکل 1 ) صورت بگیرد را در نظر بگیرید، از آنجایی که جریانهای نفوذ متفاوت هستند، یک جریان خالص ماده از طریق نشانگرهای غیر مستقیم وجود خواهد داشت، و این موجب می‌شود که جریان دو ماده با توجه به محل جدید نشانگرها تغییر پیدا کنند. این پدیده تنها زمانی اتفاق می‌افتد که نفوذ توسط مکانیزم جای خالی باشد.

## مکانیزم نفوذ
مدل‌های نفوذ اولیه به این نتیجه رسیدند که حرکت اتمی در آلیاژهای جانشین به وسیلهٔ یک مکانیزم مستقیم رخ می‌دهد که در آن اتم‌ها به همراه تغییر موقعیت با اتم‌ها در سایت‌های مجاور شبکه خود جا به جا می گردند. چنین مکانیزمی به این معنی است که شار اتمی دو ماده مختلف در یک ناحیه اتصال باید برابر باشد، هرچند که هر اتم در حال حرکت در اطراف ناحیه اتصال، یک اتم دیگر را در جهتی دیگر به حرکت در می‌آورد.
یکی دیگر از مکانیسم نفوذ ، شامل جای خالی شبکه می‌شود. یک اتم می‌تواند به یک شبکه خالی جابجا شود، به‌طور مؤثر باعث ایجاد اتم و جای خالی موقعیت مکانی می‌شود. اگر نفوذ در مقیاس وسیع در یک ماده اتفاق بیافتد، شار اتم‌ها در یک جهت و جابجایی جای خالی در دیگری وجود خواهد بود.
اثر کرکندال زمانی اتفاق می‌افتد که دو ماده مجزا در کنار هم قرار گرفته و  امکان نفوذ در بین یکدیگر وجود داشته باشد و این امر زمانی رخ خواهد داد که  ضرایب نفوذ دو ماده در یکدیگر متفاوت باشد و این اتفاق هم‌زمانی رخ خواهد داد که نفوذ توسط مکانیزم جای خالی اتفاق بیافتد. با یک مکانیزم مبادله، اتم‌ها از طریق ناحیه اتصال عبور می‌کنند، بنابراین نرخ نفوذ یکسان خواهد بود. ماده با ضریب نفوذ بالا تر، جریان شار اتمی بیشتری را به آن وارد می‌کند، بنابراین حرکت خالص اتم‌ها از ماده با ضریب نفوذ پایین به ماده با ضریب نفوذ بالاتر خواهد بود و جای خالی از ماده با ضریب نفوذ پایین به مواد با ضریب نفوذ بالاتر انجام میگیرد.

### معادله دارکن
بلافاصله پس از انتشار مقاله کرکندال، مقاله  L.S. Darken جهت تجزیه و تحلیل نفوذ در سیستم‌های باینری منتشر شده‌است.بر اساس مطالعات صورت گرفته در این زمینه Darken میزان سرعت نشانگر ( v ) را به صورت زیر به دست آورد:
{\displaystyle v=(D_{1}-D_{2}){\frac {dN_{1}}{dx}},}
D1 , D2 ضرایب نفوذ دو ماده و N1 نیز کسر اتمی ( atomic fraction )
دارکن همچنین رابطه‌ای دیگر بین ضرایب نفوذ دو ماده به شرح زیر ارائه نمود :
{\displaystyle D=N_{1}D_{2}+N_{2}D_{1}.}

## کاربرد آزمایش کرکندال در ساخت ابررساناهای فلزی
کامپوزیت‌های ابررسانای چند ضلعی با قرار دادن نایوبیوم در برنز (Cu-Sn) و سپس کشیده شدن نوار کامپوزیت به داخل رشته‌ها ساخته می‌شوند. سپس این رشته‌ها تحت حرارت قرار می‌گیرند به‌طوری‌که قلع با Nb واکنش می‌دهند تا Nb3Sn ایجاد شود که این ترکیب بین فلزی ابررسانا است ( شکل 2 ) . Nb3Sn برای کشیده شدن به داخل رشته‌ها بسیار شکننده است بنابراین فرایند تولید باید با عملیات حرارتی صورت پذیرد.البته این نکته قابل ذکر است که عملیات حرارتی برای نفوذ می‌تواند به تخلخل Kirkendall منجر شود.(شکل 3)  

شکل 2 : این تصویر کامپوزیت ابررسانایی را نشان می‌دهد. هسته مرکزی مس خالص است که توسط یک مانع نفوذی از جنس تانتالوم از برنز جدا شده است. مانع نفوذ مانع از ورود قلع موجود در برنز به داخل هسته مس می‌شود. پوسته بیرونی برنز حاوی رشته‌های ابررسانای Nb3Sn است. عکس از پروفسور J. E. Evetts، گروه علوم مواد و متالورژی، دانشگاه کمبریج

## بررسی ضریب نفوذ کرکندال در آلیاژ‌های حافظه دار

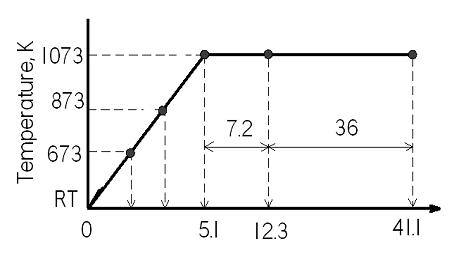
شکل 4

آلیاژ نیکل-تیتانیوم که از آلیاژهای حافظه دار می‌باشد معمولاً با روش کشش سیم ساخته می‌شود و بخاطر عدم شکل پذیری در این آلیاژ از روش فرم دهی ورق نمیتوان استفاده نمود. از سوی دیگر، هر دو نیکل و تیتانیوم در حالت خالص خود شکل پذیر هستند. یک روش ابتکاری برای ساخت مقادیر زیاد ورق آلیاژی، ایجاد یک کامپوزیت چند لایه از صفحات متناوب نیکل و تیتانیوم است، ترکیب کامپوزیت را به شکل ورق نهایی با استفاده از تکنولوژی نورد و سپس به کمک فرایند نفوذ برای ایجاد محلول جامد نیکل تیتانیوم فراهم می‌سازد. سرعت نفوذ نیکل در تیتانیوم و تیتانیوم در نیکل متفاوت است بنابراین مکانیزم نفوذ کرکندال رخ خواهد داد. عکس‌ها و اطلاعاتی که در اینجا ارائه شده‌است توسط پروفسور Koichi Tsuchiya از دانشگاه Toyohashi Technology ژاپن ارائه شده‌است(شکل 4 و 5 ) .

## کاربردهای نانو تکنولوژی
مؤسسه نانوتکنولوژی کاتالان در Bellaterra، اسپانیا یک فرایند شیمیایی جهت ایجاد جای خالی در نانو ذرات و ساخت جعبه‌های دو جداره و لوله‌های چند لوله‌ای به کار گرفته‌است که نتایج این پژوهش در مجله Science منتشر شده‌است.
مکعب‌های نقره‌ای معادل با طلا کاتیونی تحت عملیات حرارتی قرار گرفتند که در دمای اتاق منجر به از دست دادن الکترون‌ها از اتم‌های نقره که توسط یک محلول الکترولیتی جذب شدند. این عمل سبب شد که طلا کاتیونی را به طلا فلزی تبدیل شود و سپس به سطح مکعب نقره متصل شد. این پوشش از نقره محافظت می‌کند و واکنش را به قسمت‌های بدون پوشش محدود می‌کند. در نهایت، تنها یک حفره در سطح وجود دارد که از طریق آن واکنش وارد مکعب می‌شود. یک اثر ثانویه پس از آن اتفاق می‌افتد زمانی که اتم‌های نقره از داخل مکعب شروع به جابه جایی از طریق سوراخ به طلا در سطح می‌کنند بک حفره در داخل مکعب ایجاد می گردد .
این فرایند طیف وسیعی از کاربردها را دارد. تغییرات کوچکی در محیط شیمیایی امکان کنترل واکنش و نفوذ در دمای اتاق را فراهم می‌سازد، به‌طوری‌که امکان تولید نانوذرات توخالی پلی متال را از طریق جایگزینی گالوانیک و اثر کرکندال فراهم می‌کند.
در سال ۱۹۷۲، C.W. Horsting از شرکت RCA یک مقاله منتشر کرد که نتایج آن را در مورد قابلیت اطمینان دستگاه‌های نیمه هادی که در آن اتصالات با استفاده از سیمهای آلومینیومی به وسیله التراسونیک  به طلا متصل شده اند، منتشر کرد. مقاله او اهمیت تأثیر کرکندال را در تکنولوژی اتصال سیم نشان داد، اما همچنان سهم قابل توجهی از ناخالصی‌های موجود در ته نشینی ناشی از اتصال سیم را نشان می‌دهد. دو آلاینده مهم که این تأثیر را دارند، به نام اثر هورستینگ (حفره‌های هورستینگ)، فلوئور و کلر هستند. هر دو حفره Kirkendall و حفره‌های Horsting علل شکستگی سیم پیوندی هستند.